# Антоніо Россі
Антоніо Россі (італ. Antonio Rossi, нар. 19 грудня 1968, Лекко, Італія) — видатний італійський веслувальник на байдарках, триразовий олімпійський чемпіон (двічі 1996 рік, 2000 рік), срібний (2004 рік) та бронзовий (1992 рік) призер Олімпійських ігор, триразовий чемпіон світу.

## Кар'єра
Почав займатися греблею у 1982 році у своєму рідному місті Лекко. Першою вагомою нагородою для спортсмена стала бронзова нагорода Олімпійських ігор 1992 рік на дистанції 500 метрів у парі з Бруно Дреоссі. В наступному олімпійському циклі виступав у парі Даніеле Скарпа на дистанції 1000 метрів. Разом з ним він став олімпійським чемпіоном у 1996 році. Окрім цього Антоніо Россі на цих Олімпійських іграх здобув індивідуальне золото на дистанції 500 метрів. Після завершення кар'єри Даніели Скарпи став виступати у парі з Беньяміном Бономі. Разом з цим спортсменом, він втретє став олімпійським чемпіоном у 2000 році, вигравши свою коронну дистанцію 1000 метрів. Через чотири роки у Афінах спортсмен зупинився за крок від ще однієї перемоги, ставши другим. Олімпійські ігри у Пекіні стали останніми для спортсмена. Він був удостоєний стати прапороносцем Олімпійської збірної Італії на церемонії відкриття Олімпійських ігор. Виступав спортсмен у складі екіпажу-четвірки та зупинився за крок від п'єдесталу.
Протягом своєї кар'єри зумів виграти сім медалей чемпіонатів світу, п'ять з яких у складі екіпажу-двійки на дистанції 1000 метрів. У період з 1995 року по 1998 рік тричі ставав чемпіоном світу.
Після завершення спортивної кар'єри розпочав політичну діяльність.

## Виступи на Олімпійських іграх
| Олімпіада      | Дисципліна                     | Місце |
| -------------- | ------------------------------ | ----- |
| Барселона 1992 | байдарки-двійки, 500 метрів    | 3     |
| Атланта 1996   | байдарки-одиночки, 500 метрів  | 1     |
| Атланта 1996   | байдарки-двійки, 1000 метрів   | 1     |
| Сідней 2000    | байдарки-двійки, 500 метрів    | 7     |
| Сідней 2000    | байдарки-двійки, 1000 метрів   | 1     |
| Афіни 2004     | байдарки-двійки, 500 метрів    | 8     |
| Афіни 2004     | байдарки-двійки, 1000 метрів   | 2     |
| Пекін 2008     | байдарки-четвірки, 1000 метрів | 4     |